# Denise Quiñones
Denise Quiñones, née le 9 septembre 1980 à Ponce, est un mannequin et une actrice portoricaine, qui a été couronnée Miss Univers 2001.

## Biographie
Denise Quiñones grandit à Lares à partir de l'âge de cinq ans. Dès cette époque-là, elle montre une attirance pour la musique, la dance et les arts à l'école caribéenne de Ponce. Elle fréquente l'école de danse d'Estela Vélez. À Lares elle participe à la chorale de son école et à celle de sa paroisse. Après avoir obtenu son diplôme, elle déménage à Arecibo. Elle s'intègre au Who's Who Among American High School Students. Elle étudie trois ans le journalisme à l'université de Puerto Rico. Elle participe comme animatrice à l'émission de télévision Eso Vale de Luisito Vigoreaux et montre ses compétences de danseuse en appartenant au corps de ballet du programme Súper Show.

## Filmographie

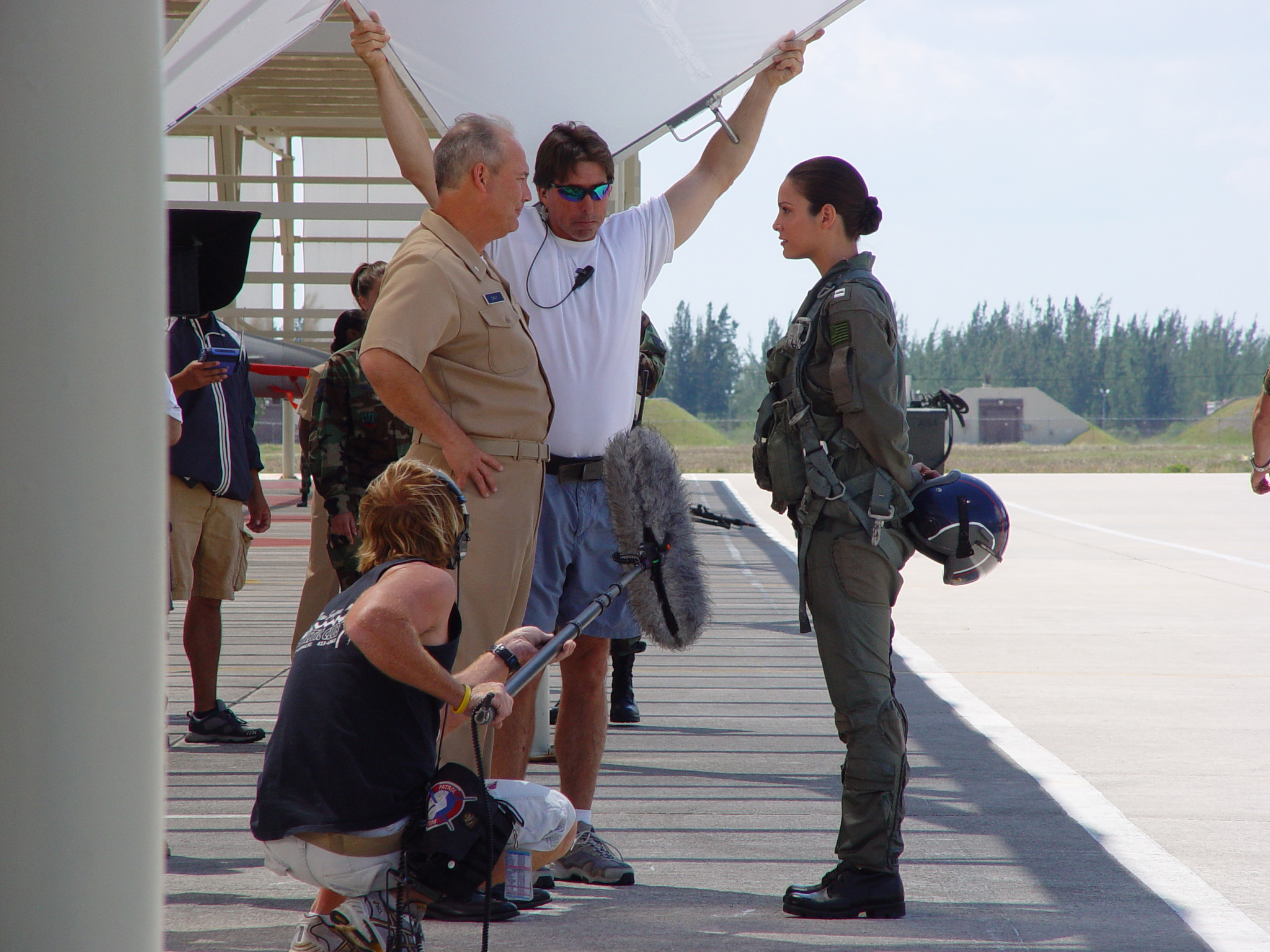
Denise Quinones (Miss Universe 2001), à droite, dans une scène tournée à la Homestead Air Reserve Base. Denise joue le rôle du pilote de F-18, Rachel Starling

### Films
- 2003 : Bad Boys II[1] : Sans domicile fixe à Cuba
- 2009 : Party Time[2],[3] : Lourdes
- 2009 : La soga[4] : Jenny
- 2010 : Elite[5] : agent spécial Sandra Torres
- 2014 : El que mucho pabarca[6]
- 2014 : Locas y atrapadas

### Séries de télévision
- 2001 : Miss Universe[7],[8] : Miss Puerto Rico/Miss Universe 2001 (gagnante)
- 2006 : Aquaman[9] : Rachel
- 2006 : Smallville[10] - Vengeance Chronicles (Webisode) : Andrea Rojas/Ange de la Vengeance
- 2006 : Smallville[11] - Vengeance (Épisode TV) : Andrea Rojas/Ange de la Vengeance
- 2006 : The Bedford Diaries[12] : Mia Thorne (post-production)
- 2006 : Freddie[13] - The Two that Got away : Denise
- 2006 : Freddie[14] - The Mixer : Denise
- 2006 : Love Monkey[15] - Pilot : Gorgeous Woman
- 2008 : Elena Santos[16] : Yarelis
- 2012 : Mujeres asesinas : Sonia Desalmada

### Théâtre
- Pantaleón y las visitadoras[17]
- Ana en el Trópico[18]
- Doña Rosita la soltera[19]
- Doña flor y sus dos maridos[20]
- Zanahorias[21]